# Сателит Црни Витез
Сателит Црни Витез (енгл. Black Knight satellite) према уфолозима и теоретичарима завере је назив за објекат који се појављује у Земљиној поларној орбити. Уфолози верују да је објекат стар око 13.000 година, те да су ванземаљског порекла. Будући да је објекат виђен још од времена првих мисија у свемиру, вероватно је да то нису остаци сателита или ракета.
Наводно постоји веза између овог објекта и сигнала који је Никола Тесла ухватио помоћу радија, 1899. године. Веровало се да је тај сигнал дошао из свемира. Истраживачи из Америчког ратног ваздухопловства, међу којима је био и Доналд Кејхо, наводно су открили у земљиној орбити два објекта за које су рекли како су земљини природни сателити. Тада ни један сателит који је направио човек није био послат у свемир.